# Primera División 1991-1992 (Spagna)
La Primera División 1991-1992 è stata la 61ª edizione della massima serie del campionato spagnolo di calcio, disputato tra il 31 agosto 1991 e il 7 giugno 1992 e concluso con la vittoria del Barcellona, al suo dodicesimo titolo, il secondo consecutivo.
Capocannoniere del torneo è stato Manolo (Atlético Madrid) con 27 reti.

## Stagione
il Barcellona, già laureatosi Campione d'Europa a maggio, centrò il double battendo la concorrenza del Real Madrid che, attraversando una fase calante verso la fine della stagione (perse alcuni punti in maniera inattesa), venne sconfitto clamorosamente all'ultima giornata in casa del Tenerife per 3-2, quando si era portato sul 2-0, a causa di due gravi errori difensivi.

## Classifica finale
|       | Pos. | Squadra             | Pt | G  | V  | N  | P  | GF | GS | DR  |
| ----- | ---- | ------------------- | -- | -- | -- | -- | -- | -- | -- | --- |
|       | 1.   | Barcellona          | 55 | 38 | 23 | 9  | 6  | 87 | 37 | +50 |
|       | 2.   | Real Madrid         | 54 | 38 | 23 | 8  | 7  | 78 | 32 | +46 |
| [ 2 ] | 3.   | Atlético Madrid     | 53 | 38 | 24 | 5  | 9  | 67 | 35 | +32 |
|       | 4.   | Valencia            | 47 | 38 | 20 | 7  | 11 | 63 | 42 | +21 |
|       | 5.   | Real Sociedad       | 44 | 38 | 16 | 12 | 10 | 44 | 38 | +6  |
|       | 6.   | Real Saragozza      | 41 | 38 | 17 | 7  | 14 | 40 | 41 | -1  |
|       | 7.   | Albacete            | 40 | 38 | 16 | 8  | 14 | 45 | 47 | -2  |
|       | 8.   | Sporting Gijón      | 38 | 38 | 15 | 8  | 15 | 37 | 43 | -6  |
|       | 9.   | Real Burgos         | 37 | 38 | 12 | 13 | 13 | 40 | 43 | -3  |
|       | 10.  | CD Logroñés         | 36 | 38 | 13 | 10 | 15 | 36 | 51 | -15 |
|       | 11.  | Real Oviedo         | 36 | 38 | 14 | 8  | 16 | 41 | 46 | -5  |
|       | 12.  | Siviglia            | 34 | 38 | 13 | 8  | 17 | 48 | 45 | +3  |
|       | 13.  | Tenerife            | 34 | 38 | 12 | 10 | 16 | 46 | 50 | -4  |
|       | 14.  | Athletic Bilbao     | 33 | 38 | 13 | 7  | 18 | 38 | 58 | -20 |
|       | 15.  | Osasuna             | 33 | 38 | 10 | 13 | 15 | 30 | 40 | -10 |
|       | 16.  | Español             | 32 | 38 | 12 | 8  | 18 | 43 | 60 | -17 |
|       | 17.  | Deportivo La Coruña | 31 | 38 | 8  | 15 | 15 | 37 | 48 | -11 |
|       | 18.  | Cadice              | 28 | 38 | 7  | 14 | 17 | 32 | 55 | -23 |
|       | 19.  | Real Valladolid     | 27 | 38 | 7  | 13 | 18 | 31 | 53 | -22 |
|       | 20.  | Maiorca             | 27 | 38 | 10 | 7  | 21 | 30 | 49 | -17 |

Legenda:
      Campione di Spagna ed ammessa alla UEFA Champions League 1992-1993.
      Ammesse alla Coppa delle Coppe 1992-1993.
      Ammesse alla Coppa UEFA 1992-1993.
  Partecipa agli spareggi interdivisionali.
      Retrocesse in Segunda División 1992-1993.
Regolamento:
Due punti a vittoria, uno a pareggio, zero a sconfitta.
In caso di arrivo di due o più squadre a pari punti, la graduatoria verrà stilata secondo la classifica avulsa tra le squadre interessate che prevede, in ordine, i seguenti criteri:
- Punti negli scontri diretti.
- Differenza reti negli scontri diretti.
- Differenza reti generale.
- Reti realizzate in generale.

## Spareggi

### Spareggi interdivisionali
|                     | Risultati |                     | Luogo e data              |
| ------------------- | --------- | ------------------- | ------------------------- |
| Deportivo La Coruña | 2-1       | Betis               | La Coruña, 10 giugno 1992 |
| Betis               | 0-0       | Deportivo La Coruña | Siviglia, 17 giugno 1992  |
|                     |           |                     |                           |
| Cadice              | 2-0       | Figueres            | Cadice, 14 giugno 1992    |
| Figueres            | 1-1       | Cadice              | Figueres, 21 giugno 1992  |
|                     |           |                     |                           |

## Statistiche

### Squadre

#### Capoliste solitarie
|    | —— | —— | —— | —— | ——  | ——          | ——          | ——          | ——          | ——          | ——          | ——          | ——          | ——          | ——          | ——          | ——          | ——          | ——          | ——          | ——          | ——          | ——          | ——          | ——  | ——  | ——          | ——          | ——          | ——          | ——          | ——          | ——          | ——          | ——          | ——          | ——  | —— |  |
|    |    |    |    |    | AtM | Real Madrid | Real Madrid | Real Madrid | Real Madrid | Real Madrid | Real Madrid | Real Madrid | Real Madrid | Real Madrid | Real Madrid | Real Madrid | Real Madrid | Real Madrid | Real Madrid | Real Madrid | Real Madrid | Real Madrid | Real Madrid | Real Madrid |     |     | Real Madrid | Real Madrid | Real Madrid | Real Madrid | Real Madrid | Real Madrid | Real Madrid | Real Madrid | Real Madrid | Real Madrid | Bar |    |  |
|    |    |    |    |    |     |             |             |             |             |             |             |             |             |             |             |             |             |             |             |             |             |             |             |             |     |     |             |             |             |             |             |             |             |             |             |             |     |    |  |
|    |    |    |    |    |     |             |             |             |             |             |             |             |             |             |             |             |             |             |             |             |             |             |             |             |     |     |             |             |             |             |             |             |             |             |             |             |     |    |  |
| 1ª | 2ª | 3ª | 4ª | 5ª | 6ª  | 7ª          | 8ª          | 9ª          | 10ª         | 11ª         | 12ª         | 13ª         | 14ª         | 15ª         | 16ª         | 17ª         | 18ª         | 19ª         | 20ª         | 21ª         | 22ª         | 23ª         | 24ª         | 25ª         | 26ª | 27ª | 28ª         | 29ª         | 30ª         | 31ª         | 32ª         | 33ª         | 34ª         | 35ª         | 36ª         | 37ª         | 38ª |    |  |

#### Primati stagionali
- Maggior numero di vittorie: Atlético Madrid (24)
- Minor numero di sconfitte: Barcellona (6)
- Migliore attacco: Barcellona (87 reti segnate)
- Miglior difesa: Real Madrid (32 reti subite)
- Miglior differenza reti: Barcellona (+50)
- Maggior numero di pareggi: Deportivo (15)
- Minor numero di pareggi: Atlético Madrid (5)
- Maggior numero di sconfitte: Maiorca (21)
- Minor numero di vittorie: Cadice, Real Valladolid (7)
- Peggior attacco: Maiorca (30 reti segnate)
- Peggior difesa: Español (60 reti subite)
- Peggior differenza reti: Cadice (-23)

### Individuali

#### Classifica marcatori
| Gol |  |  | Giocatore          | Squadra         |
| --- |  |  | ------------------ | --------------- |
| 27  |  |  | Manolo             | Atlético Madrid |
| 21  |  |  | Fernando Hierro    | Real Madrid     |
| 17  |  |  | Hristo Stoičkov    | Barcellona      |
| 16  |  |  | Ronald Koeman      | Barcellona      |
| 15  |  |  | Juan Antonio Pizzi | Tenerife        |
| 15  |  |  | Gregorio Fonseca   | Real Valladolid |
| 14  |  |  | Emilio Butragueño  | Real Madrid     |
| 14  |  |  | Anton Polster      | CD Logroñés     |
| 13  |  |  | Meho Kodro         | Real Sociadad   |
| 13  |  |  | Ljuboslav Penev    | Valencia        |
| 13  |  |  | Michael Laudrup    | Barcellona      |